# Slobodan Dubajić
Slobodan Dubajić (født 19. februar 1966) er en tidligere serbisk fodboldspiller.

## Serbiens fodboldlandshold
| Serbiens landshold | Serbiens landshold | Serbiens landshold |
| År                 | Kmp                | Mål                |
| ------------------ | ------------------ | ------------------ |
| 1994               | 1                  | 0                  |
| Total              | 1                  | 0                  |